# Episodi di Squadra Speciale Vienna (terza stagione)
La terza stagione della serie televisiva Squadra Speciale Vienna è stata trasmessa in anteprima in Austria dalla ORF tra il 25 settembre 2007 e l'11 dicembre 2007.
| nº | Titolo originale       | Titolo italiano | Prima TV Austria  | Prima TV Italia |
| -- | ---------------------- | --------------- | ----------------- | --------------- |
| 1  | Blutige Ernte          |                 | 25 settembre 2007 |                 |
| 2  | Vaterliebe             |                 | 2 ottobre 2007    |                 |
| 3  | Böse Überraschung      |                 | 3 ottobre 2007    |                 |
| 4  | Falsche Freunde        |                 | 16 ottobre 2007   |                 |
| 5  | Eiszeit                |                 | 23 ottobre 2007   |                 |
| 6  | Zündstoff              |                 | 30 ottobre 2007   |                 |
| 7  | Ein mörderischer Preis |                 | 6 novembre 2007   |                 |
| 8  | Mordgesellen           |                 | 13 novembre 2007  |                 |
| 9  | Tödlicher Irrtum       |                 | 20 novembre 2007  |                 |
| 10 | Falsche Meister        |                 | 27 novembre 2007  |                 |
| 11 | Gestrandet             |                 | 4 dicembre 2007   |                 |
| 12 | In Vino Veritas        |                 | 11 dicembre 2007  |                 |